# Phyllophaga rostrypyga
Phyllophaga rostrypyga är en skalbaggsart som beskrevs av Bates 1888. Phyllophaga rostrypyga ingår i släktet Phyllophaga och familjen Melolonthidae. Inga underarter finns listade i Catalogue of Life.